# Juha Uusitalo

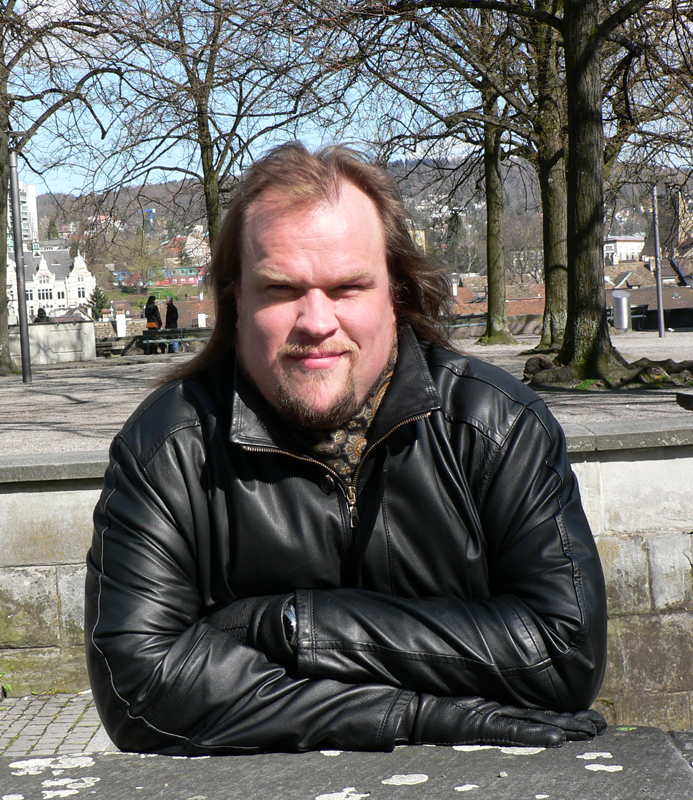
Juha Uusitalo in Zürich 2008

Juha Uusitalo (* 1. Januar 1964 in Vaasa) ist ein finnischer Opernsänger (Bass-Bariton). Er ist an vielen der führenden Opernhäusern der Welt aufgetreten und wird insbesondere für seine charismatische Bühnenpräsenz sowohl in ernsten als auch in komischen Rollen geschätzt.

## Leben
Aufgewachsen im westfinnischen Vaasa begann er im Alter von 9 Jahren mit dem Flötenspiel. Sein erster Lehrer war ein Musiker einer Militärkapelle. Nach dem Besuch des örtlichen Kuula-Gymnasiums und des Helsinkier Konservatoriums wurde er zunächst Schüler von Petri Alanko und später von Matti Helín an der Sibelius-Akademie, an der er 1995 sein Studium beendete. Im selben Jahr unterzeichnete Uusitalo einen Vertrag als Flötist an der Finnischen Nationaloper und bewarb sich gleichzeitig an der Sibelius-Akademie in den Abteilungen Sologesang und Oper. Als er im Alter von 31 Jahren sein Opernstudium an der Sibelius-Akademie begann, war Juha Uusitalo ein voll ausgebildeter Musiker, der perfekt Noten lesen konnte. Zwar fehlte ihm die Ausbildung eines Sängers, doch seine Fähigkeiten als Musiker kamen ihm zugute und er machte rasch Fortschritte. Seine erste Opernrolle war der Gerichtsvollzieher Ivan in Bohuslav Martinůs The Marriage (Die Heirat). Zwei Jahre später gab er sein Debüt am Theater in Vaasa als Colline in Giacomo Puccinis La Bohème.
1997 gab Juha Uusitalo sein Debüt als Sänger an der Finnischen Nationaloper. Seine ersten Rollen waren der Angelotti in Giacomo Puccinis Tosca sowie der Antonio in Mozarts Die Hochzeit des Figaro. Von 2000 bis 2008 gehörte er zum festen Solistenstab des Opernhauses und legte damit die Grundlage für seine internationale Karriere. Uusitalo debütierte 2004 an der Mailänder Scala in der Titelrolle des Fliegenden Holländers. Im Herbst 2008 gab er sein Debüt an der New Yorker Metropolitan Opera mit dem Jochanaan in Richard Strauss’ Salome. Gastengagements führten ihn u.a nach Sao Paulo und Stockholm, zu den Festivals von Edinburgh, Luzern und Savonlinna, an die Bayerische Staatsoper München sowie zum Concertgebouw nach Amsterdam.
Zu seinem Repertoire gehören Richard Wagners größte Bass-Bariton - Partien, wie Wotan und Der Wanderer aus dem Ring des Nibelungen, der Fliegende Holländer sowie Amfortas aus Parsifal. Neben den Partien des schweren Fachs spielt Juha Uusitalo auch komische Rollen wie den Don Magnifico in Gioachino Rossinis La Cenerentola oder die Titelrolle in Verdis Falstaff.

## Auszeichnungen
- Stipendium der Matti-Salminen-Stiftung (1999)
- Stipendium für die Bayreuther Festspiele der Finnischen Wagner-Gesellschaft Turku (1999)
- Künstler des Jahres beim Savonlinna Opera Festival (2011)

## Repertoire
- Ludwig van Beethoven: Fidelio (Don Pizarro)
- Georges Bizet: Carmen (Escamillo)
- Benjamin Britten: Peter Grimes (Balstrode)
- Paul Hindemith: Cardillac (Cardillac)
- Joonas Kokkonen: Die letzten Versuchungen (Jaakko Högman)
- Giacomo Puccini: Gianni Schicchi (Gianni Schicchi), La fanciulla del West (Jack Rance), Tosca (Scarpia)
- Gioachino Rossini: La Cenerentola (Don Magnifico)
- Camille Saint-Saëns: Samson et Dalila (Oberpriester des Dagon)
- Aulis Sallinen: Der Reiter (Antti)
- Richard Strauss: Salome (Jochanaan)
- Giuseppe Verdi: Falstaff (Sir John Falstaff), Macbeth (Macbeth), Otello (Jago), Il trovatore (Graf Luna)
- Richard Wagner: Der fliegende Holländer (Der Holländer), Parsifal (Amfortas), Tristan und Isolde (Kurwenal), Das Rheingold (Wotan), Die Walküre (Wotan), Siegfried (Der Wanderer), Götterdämmerung (Gunther)

## Aufnahmen (Auswahl)
- Ludwig van Beethoven: Fidelio (Don Pizarro), Dirigent: Zubin Mehta, Palau de les Arts Reina Sofía Valencia, DVD Unitel Classica (2006)
- Jean Sibelius: Kullervo (Bariton-Solo), Dirigent: Ari Rasilainen, Staatsphilharmonie Rheinland-Pfalz, CPO (2006)
- Richard Strauss: Salome (Jochanaan), Dirigent: Patrick Summers, Metropolitan Opera New York, DVD Sony Classics (2011)
- Richard Wagner: Das Rheingold (Wotan), Dirigent: Zubin Mehta, La Fura dels Baus Valencia, DVD Unitel Classica (2009)
- Richard Wagner: Die Walküre (Wotan), Dirigent: Zubin Mehta, La Fura dels Baus Valencia, DVD Unitel Classica (2009)
- Richard Wagner: Siegfried (Der Wanderer), Dirigent: Zubin Mehta, La Fura dels Baus Valencia, DVD Unitel Classica (2009)